# إيفان تيورين
إيفان تيورين (بالأوكرانية: Тюрін Іван Віталійович)‏ هو لاعب كرة قدم أوكراني في مركز حراسة المرمى، ولد في 21 مايو 1997 في أوكرانيا. لعب مع تشورنومورتس أوديسا.

## وصلات خارجية
- إيفان تيورين على موقع اتحاد أوكرانيا (الإنجليزية)
- إيفان تيورين على موقع قاعدة بيانات كرة القدم.إي يو (الإنجليزية)
- إيفان تيورين على موقع Soccerway.com (الإنجليزية)